# Szponiastonóg brązowouchy
Szponiastonóg brązowouchy, frankolin brązowouchy (Pternistis ahantensis) – gatunek średniej wielkości afrykańskiego ptaka z rodziny kurowatych (Phasianidae). Osiadły.

## Systematyka
Obecnie (2020) gatunek ten uznaje się za monotypowy, wcześniej często wyróżniano dwa podgatunki:
- P. ahantensis ahantensis – zachodni Senegal, Gambia i Gwinea Bissau.
- P. ahantensis hopkinsoni – południowa Gwinea do południowo-zachodniej Nigerii.

## Morfologia
Wygląd zewnętrzny: Ptak o pokroju zbliżonym do kuropatwy.
Rozmiary: długość ciała: ok. 33 cm.
Masa ciała: samiec około 610 g, samica około 490 g.

## Występowanie

### Środowisko
Skraje lasów, polany i zarośla na granicy lasów galeriowych i upraw.

### Zasięg występowania
Zamieszkuje Afrykę Zachodnią: Benin, Wybrzeże Kości Słoniowej, Gambię, Ghanę, Gwineę, Gwineę Bissau, Liberię, Mali, Nigerię, Senegal, Sierra Leone i Togo.

## Pożywienie
Nasiona, owoce i owady.

## Rozród
Gniazdo to płytkie zagłębienie wyściełane liśćmi.
Okres lęgowy: jaja znosi w styczniu i wrześniu w Senegalu i Gambii, w grudniu i styczniu w Ghanie i Sierra Leone.
Jaja: znosi 4–6 jaj.

## Status, zagrożenie i ochrona
Status według kryteriów Czerwonej księgi gatunków zagrożonych IUCN: gatunek najmniejszej troski (LC – least concern). Trend liczebności populacji jest spadkowy.

## Znaczenie w kulturze człowieka
Na wielu terenach jest to gatunek łowny.